# Notiphila cogani
Notiphila cogani är en tvåvingeart som beskrevs av Canzoneri och Giuseppe Giovanni Antonio Meneghini 1979. Notiphila cogani ingår i släktet Notiphila och familjen vattenflugor.
Artens utbredningsområde är Italien. Inga underarter finns listade i Catalogue of Life.